# Уин, Виталий Юрьевич
Виталий Юрьевич Уин (25 июня 1987, Горно-Алтайск) — российский самбист, чемпион и призёр чемпионатов России, чемпион мира, обладатель Кубка мира, почётный гражданин Республики Алтай, Заслуженный мастер спорта России.

## Биография
Виталий Юрьевич Уин родился 25 июня 1987 года в городе Горно-Алтайске Горно-Алтайской АО Алтайского края, ныне административный центр Республики Алтай.
В 1988—1994 гг. с родителями проживал в с. Ябоган Усть-Канского района Горно-Алтайской АО. В 1994 году семья переехала в г. Горно-Алтайск, и в этом же году пошел в 1 класс школы № 4 г. Горно-Алтайска, где проучился один год. В 1995 перешел в школу № 8.
В детстве у него был детский церебральный паралич и смещение шейного позвонка. Кроме того из-за слабых кистей не мог правильно держать ручку, что вызывало проблемы с почерком.
Когда ему было 10 лет он отдыхал в летнем лагере. В лагерь приехали ребята из спортивной секции для пропаганды борьбы. После показательных выступлений отдыхающим предложили побороться с членами секции. Виталий вызвался, и, к удивлению присутствующих, выиграл схватку у члена секции. После этого он был приглашён в секцию, где он стал заниматься втайне от мамы.
Первое время после тренировок руки сводила судорога, однако он не отступил. Когда пришло время получать справку о пожизненной инвалидности, ему стало стыдно её получать.
Впоследствии переехал в Екатеринбург, где его тренером стал Валерий Глебович Стенников. Выступая за Свердловскую область Уин стал серебряным призёром первенства России. В течение двух лет выступал на соревнованиях по дзюдо.
В 2004 году выполнил норматив мастера спорта России по борьбе самбо, в 2005 году — норматив мастера спорта России по дзюдо. В 2009 году — норматив мастера спорта международного класса. В 2017 году — заслуженного мастера спорта России по самбо.
По окончании 9 класса в 2004 году поступил в Горно-Алтайский педагогический колледж на физкультурное отделение. В 2008 году окончил ГАПК и в этом же году был переведён в Горно-Алтайский государственный университет на 3 курс географического факультета физкультурного отделения. Окончил университет.
По состоянию на 2016 год военнослужащий-контрактник и спортсмен-инструктор детско-юношеской спортивной школы.

## Спортивные достижения
- Чемпионат России по самбо 2009 года — ;
- Чемпионат России по самбо 2010 года — ;
- Чемпионат России по самбо 2011 года — ;
- Чемпионат России по самбо 2012 года — ;
- Чемпионат России по самбо 2013 года — .